# Fritsla församling
Fritsla församling var en församling i Göteborgs stift och i Marks kommun. Församlingen uppgick 2010 i Fritsla-Skephults församling.

## Administrativ historik
Församlingen har medeltida ursprung.
Församlingen var till 1940 annexförsamling i pastoratet Seglora, Kinnarumma, Fritsla och Skephult, från 1940 till 1962 var den moderförsamling i pastoratet Fritsla, Seglora, Kinnarumma och Skephult, från 1962 moderförsamling i pastoratet Fritsla och Skephult. Församlingen uppgick 2010 i Fritsla-Skephults församling.

## Kyrkor
- Fritsla kyrka